# Maurice Richard Trophy

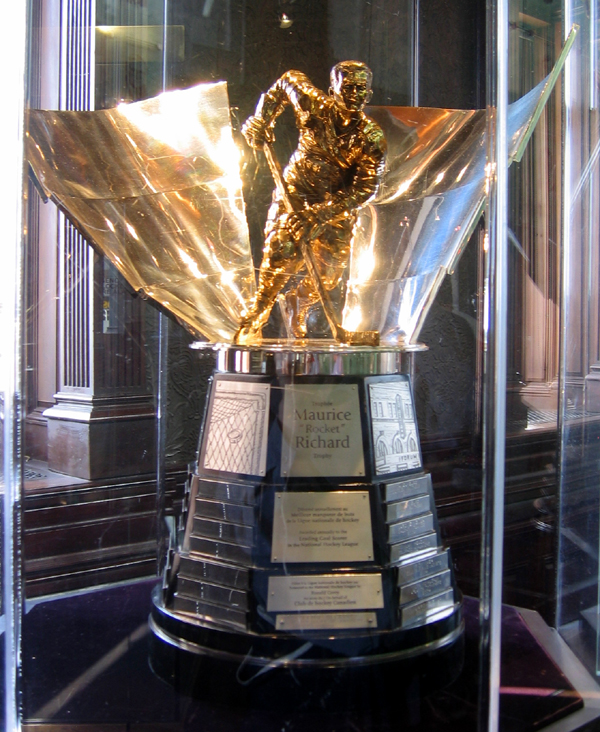
Die Maurice Richard Trophy in der Hockey Hall of Fame in Toronto

Die Maurice ‚Rocket‘ Richard Trophy ist eine Eishockey-Trophäe in der National Hockey League. Sie wurde 1998 von den Canadiens de Montréal zu Ehren von Maurice Richard gestiftet. Maurice Richard gewann 5 Mal den Titel als erfolgreichster Torjäger der regulären Saison und war der erste Spieler der 50 Treffer in einer Spielzeit erzielte.
Die Trophäe wird seit 1999 jährlich an den NHL-Spieler verliehen, der in der regulären Saison die meisten Tore erzielt hat.

## Gewinner der Maurice Richard Trophy
| Jahr | Spieler                                  | Team                                                   | Tore                  |
| ---- | ---------------------------------------- | ------------------------------------------------------ | --------------------- |
| 2025 | Leon Draisaitl                           | Edmonton Oilers                                        | 52                    |
| 2024 | Auston Matthews                          | Toronto Maple Leafs                                    | 69                    |
| 2023 | Connor McDavid                           | Edmonton Oilers                                        | 64                    |
| 2022 | Auston Matthews                          | Toronto Maple Leafs                                    | 60                    |
| 2021 | Auston Matthews                          | Toronto Maple Leafs                                    | 41                    |
| 2020 | Alexander Owetschkin David Pastrňák      | Washington Capitals Boston Bruins                      | 48                    |
| 2019 | Alexander Owetschkin                     | Washington Capitals                                    | 51                    |
| 2018 | Alexander Owetschkin                     | Washington Capitals                                    | 49                    |
| 2017 | Sidney Crosby                            | Pittsburgh Penguins                                    | 44                    |
| 2016 | Alexander Owetschkin                     | Washington Capitals                                    | 50                    |
| 2015 | Alexander Owetschkin                     | Washington Capitals                                    | 53                    |
| 2014 | Alexander Owetschkin                     | Washington Capitals                                    | 51                    |
| 2013 | Alexander Owetschkin                     | Washington Capitals                                    | 32                    |
| 2012 | Steven Stamkos                           | Tampa Bay Lightning                                    | 60                    |
| 2011 | Corey Perry                              | Anaheim Ducks                                          | 50                    |
| 2010 | Sidney Crosby Steven Stamkos             | Pittsburgh Penguins Tampa Bay Lightning                | 51                    |
| 2009 | Alexander Owetschkin                     | Washington Capitals                                    | 56                    |
| 2008 | Alexander Owetschkin                     | Washington Capitals                                    | 65                    |
| 2007 | Vincent Lecavalier                       | Tampa Bay Lightning                                    | 52                    |
| 2006 | Jonathan Cheechoo                        | San Jose Sharks                                        | 56                    |
| 2005 | Saison wurde abgesagt                    | Saison wurde abgesagt                                  | Saison wurde abgesagt |
| 2004 | Jarome Iginla Ilja Kowaltschuk Rick Nash | Calgary Flames Atlanta Thrashers Columbus Blue Jackets | 41                    |
| 2003 | Milan Hejduk                             | Colorado Avalanche                                     | 50                    |
| 2002 | Jarome Iginla                            | Calgary Flames                                         | 52                    |
| 2001 | Pawel Bure                               | Florida Panthers                                       | 59                    |
| 2000 | Pawel Bure                               | Florida Panthers                                       | 58                    |
| 1999 | Teemu Selänne                            | Mighty Ducks of Anaheim                                | 47                    |

## Vorherige Führende
| Jahr | Spieler                                    | Team                                              | Tore |
| ---- | ------------------------------------------ | ------------------------------------------------- | ---- |
| 1998 | Peter Bondra Teemu Selänne                 | Washington Capitals Mighty Ducks of Anaheim       | 52   |
| 1997 | Keith Tkachuk                              | Phoenix Coyotes                                   | 52   |
| 1996 | Mario Lemieux                              | Pittsburgh Penguins                               | 69   |
| 1995 | Peter Bondra                               | Washington Capitals                               | 34   |
| 1994 | Pawel Bure                                 | Vancouver Canucks                                 | 60   |
| 1993 | Alexander Mogilny Teemu Selänne            | Buffalo Sabres Winnipeg Jets                      | 76   |
| 1992 | Brett Hull                                 | St. Louis Blues                                   | 70   |
| 1991 | Brett Hull                                 | St. Louis Blues                                   | 86   |
| 1990 | Brett Hull                                 | St. Louis Blues                                   | 72   |
| 1989 | Mario Lemieux                              | Pittsburgh Penguins                               | 85   |
| 1988 | Mario Lemieux                              | Pittsburgh Penguins                               | 70   |
| 1987 | Wayne Gretzky                              | Edmonton Oilers                                   | 62   |
| 1986 | Jari Kurri                                 | Edmonton Oilers                                   | 68   |
| 1985 | Wayne Gretzky                              | Edmonton Oilers                                   | 73   |
| 1984 | Wayne Gretzky                              | Edmonton Oilers                                   | 87   |
| 1983 | Wayne Gretzky                              | Edmonton Oilers                                   | 71   |
| 1982 | Wayne Gretzky                              | Edmonton Oilers                                   | 92   |
| 1981 | Mike Bossy                                 | New York Islanders                                | 68   |
| 1980 | Blaine Stoughton Charlie Simmer Danny Gare | Hartford Whalers Los Angeles Kings Buffalo Sabres | 56   |
| 1979 | Mike Bossy                                 | New York Islanders                                | 69   |
| 1978 | Guy Lafleur                                | Montréal Canadiens                                | 60   |
| 1977 | Steve Shutt                                | Montréal Canadiens                                | 60   |
| 1976 | Reggie Leach                               | Philadelphia Flyers                               | 61   |
| 1975 | Phil Esposito                              | Boston Bruins                                     | 61   |
| 1974 | Phil Esposito                              | Boston Bruins                                     | 68   |
| 1973 | Phil Esposito                              | Boston Bruins                                     | 55   |
| 1972 | Phil Esposito                              | Boston Bruins                                     | 66   |
| 1971 | Phil Esposito                              | Boston Bruins                                     | 76   |
| 1970 | Phil Esposito                              | Boston Bruins                                     | 43   |
| 1969 | Bobby Hull                                 | Chicago Blackhawks                                | 58   |
| 1968 | Bobby Hull                                 | Chicago Blackhawks                                | 44   |
| 1967 | Bobby Hull                                 | Chicago Blackhawks                                | 52   |
| 1966 | Bobby Hull                                 | Chicago Blackhawks                                | 54   |
| 1965 | Norm Ullman                                | Detroit Red Wings                                 | 42   |
| 1964 | Bobby Hull                                 | Chicago Blackhawks                                | 43   |
| 1963 | Gordie Howe                                | Detroit Red Wings                                 | 38   |
| 1962 | Bobby Hull                                 | Chicago Blackhawks                                | 50   |
| 1961 | Bernie Geoffrion                           | Montréal Canadiens                                | 50   |
| 1960 | Bronco Horvath Bobby Hull                  | Boston Bruins Chicago Blackhawks                  | 39   |
| 1959 | Jean Béliveau                              | Montréal Canadiens                                | 45   |
| 1958 | Dickie Moore                               | Montréal Canadiens                                | 36   |
| 1957 | Gordie Howe                                | Detroit Red Wings                                 | 44   |
| 1956 | Jean Béliveau                              | Montréal Canadiens                                | 47   |
| 1955 | Maurice Richard Bernie Geoffrion           | Montréal Canadiens                                | 38   |
| 1954 | Maurice Richard                            | Montréal Canadiens                                | 37   |
| 1953 | Gordie Howe                                | Detroit Red Wings                                 | 49   |
| 1952 | Gordie Howe                                | Detroit Red Wings                                 | 47   |
| 1951 | Gordie Howe                                | Detroit Red Wings                                 | 43   |
| 1950 | Maurice Richard                            | Montréal Canadiens                                | 43   |
| 1949 | Sid Abel                                   | Detroit Red Wings                                 | 28   |
| 1948 | Ted Lindsay                                | Detroit Red Wings                                 | 33   |
| 1947 | Maurice Richard                            | Montréal Canadiens                                | 45   |
| 1946 | Gaye Stewart                               | Toronto Maple Leafs                               | 37   |
| 1945 | Maurice Richard                            | Montréal Canadiens                                | 50   |
| 1944 | Doug Bentley                               | Chicago Blackhawks                                | 38   |
| 1943 | Doug Bentley                               | Chicago Blackhawks                                | 33   |
| 1942 | Lynn Patrick                               | New York Rangers                                  | 32   |
| 1941 | Bryan Hextall                              | New York Rangers                                  | 26   |
| 1940 | Bryan Hextall                              | New York Rangers                                  | 24   |
| 1939 | Roy Conacher                               | Boston Bruins                                     | 26   |
| 1938 | Gordie Drillon                             | Toronto Maple Leafs                               | 26   |
| 1937 | Larry Aurie Nels Stewart                   | Detroit Red Wings New York Americans              | 23   |
| 1936 | Bill Thoms Charlie Conacher                | Toronto Maple Leafs                               | 23   |
| 1935 | Charlie Conacher                           | Toronto Maple Leafs                               | 36   |
| 1934 | Charlie Conacher                           | Toronto Maple Leafs                               | 32   |
| 1933 | Bill Cook                                  | New York Rangers                                  | 28   |
| 1932 | Charlie Conacher                           | Toronto Maple Leafs                               | 34   |
| 1931 | Charlie Conacher                           | Toronto Maple Leafs                               | 31   |
| 1930 | Ralph Weiland                              | Boston Bruins                                     | 43   |
| 1929 | Ace Bailey                                 | Toronto Maple Leafs                               | 22   |
| 1928 | Howie Morenz                               | Montréal Canadiens                                | 33   |
| 1927 | Bill Cook                                  | New York Rangers                                  | 33   |
| 1926 | Nels Stewart                               | Montreal Maroons                                  | 34   |
| 1925 | Cecil Dye                                  | Toronto St. Patricks                              | 38   |
| 1924 | Cy Denneny                                 | Ottawa Senators                                   | 22   |
| 1923 | Babe Dye                                   | Toronto St. Patricks                              | 26   |
| 1922 | Punch Broadbent                            | Ottawa Senators                                   | 32   |
| 1921 | Babe Dye                                   | Toronto St. Patricks                              | 35   |
| 1920 | Joe Malone                                 | Quebec Bulldogs                                   | 39   |
| 1919 | Newsy Lalonde Odie Cleghorn                | Montréal Canadiens                                | 23   |
| 1918 | Joe Malone                                 | Montréal Canadiens                                | 44   |